# Véronique Marrier d'Unienville
Véronique Le Vieux Marrier d'Unienville, née le 18 juillet 1967, est une archère mauricienne.

## Carrière
Aux Championnats d'Afrique de tir à l'arc 2008 au Caire, Véronique Marrier d'Unienville est médaillée de bronze en tir à l'arc classique individuel. Elle dispute les Jeux olympiques d'été de 2008 à Pékin.
Elle remporte la médaille d'argent dans cette discipline aux Championnats d'Afrique de tir à l'arc 2010 au Caire.